# Sobór Przeczystej Bogurodzicy w Wilnie
Sobór Przeczystej Bogurodzicy – sobór katedralny prawosławnej eparchii wileńskiej i litewskiej, wybudowany w stylu nawiązującym do sztuki gruzińskiej, usytuowany w Wilnie przy ulicy Maironio (św. Anny). Siedziba parafii.

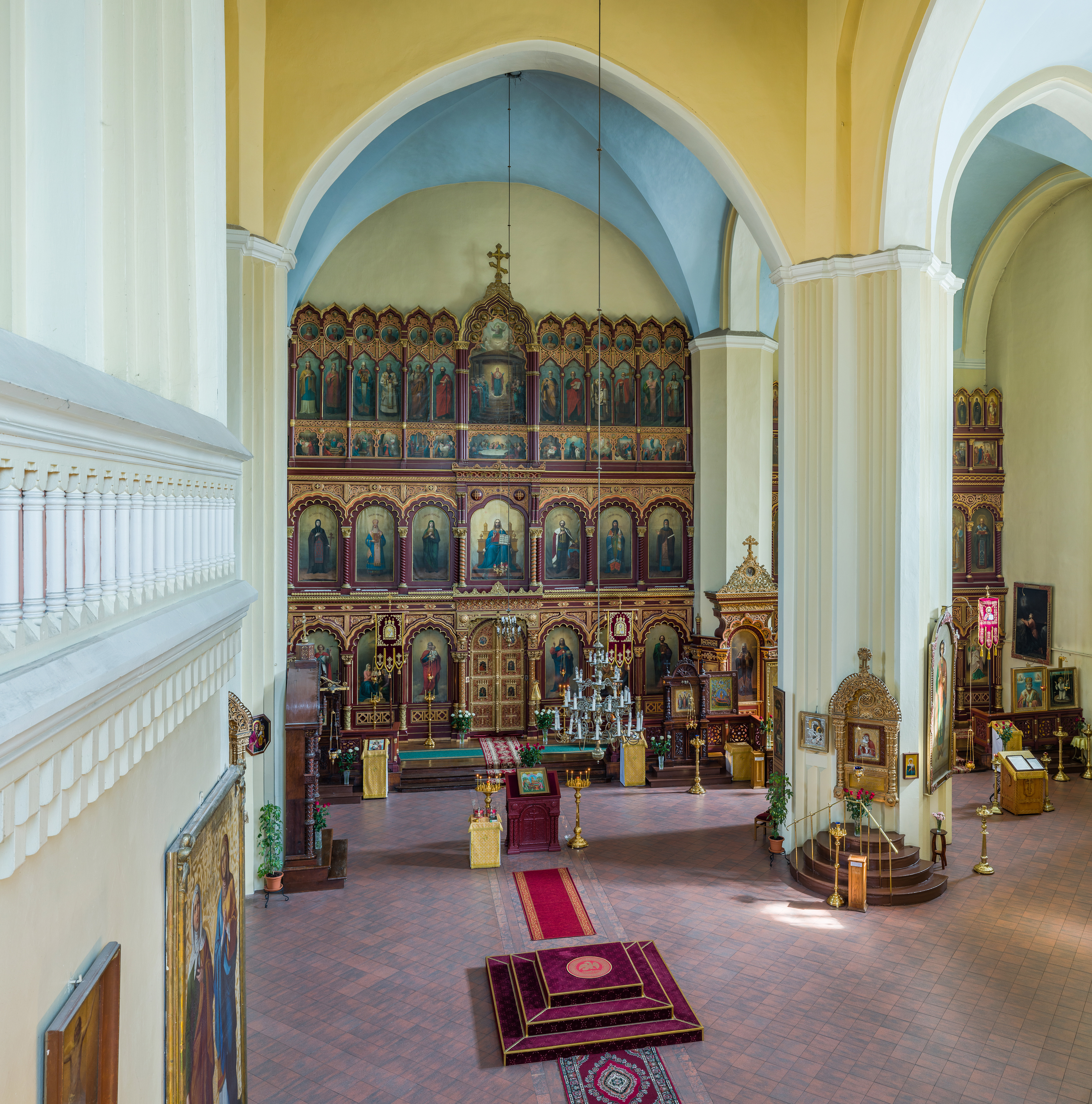
Widok na ikonostas

Pierwsza świątynia prawosławna w tym miejscu została zbudowana w 1346 r. przez wielkiego księcia Olgierda, według tradycji z inicjatywy jego żony Julianny. Obecnie stojący budynek zawiera fragmenty gotyckich murów wzniesionych na koszt hetmana Konstantego Iwanowicza Ostrogskiego w XVI wieku. W 1513 r. w soborze została pochowana Helena Moskiewska, żona króla polskiego i wielkiego księcia litewskiego Aleksandra Jagiellończyka. W latach 1607–1794 była unickim soborem metropolitarnym. W 1748 r. cerkiew spłonęła. W 1785 r. została odbudowana w stylu barokowym. Cerkiew została zbombardowana przez wojska rosyjskie podczas insurekcji kościuszkowskiej.

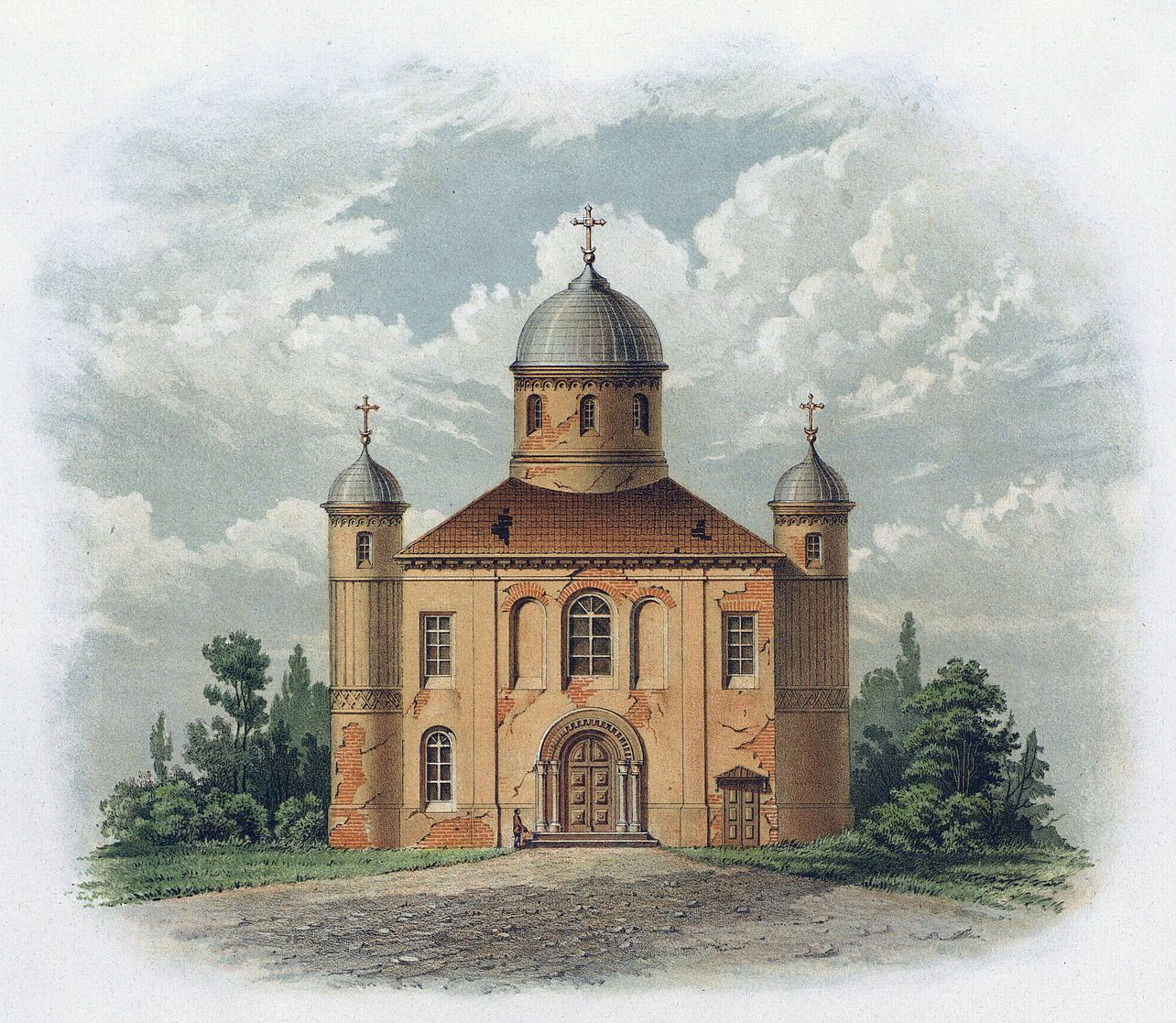
Cerkiew przed 1748 r.

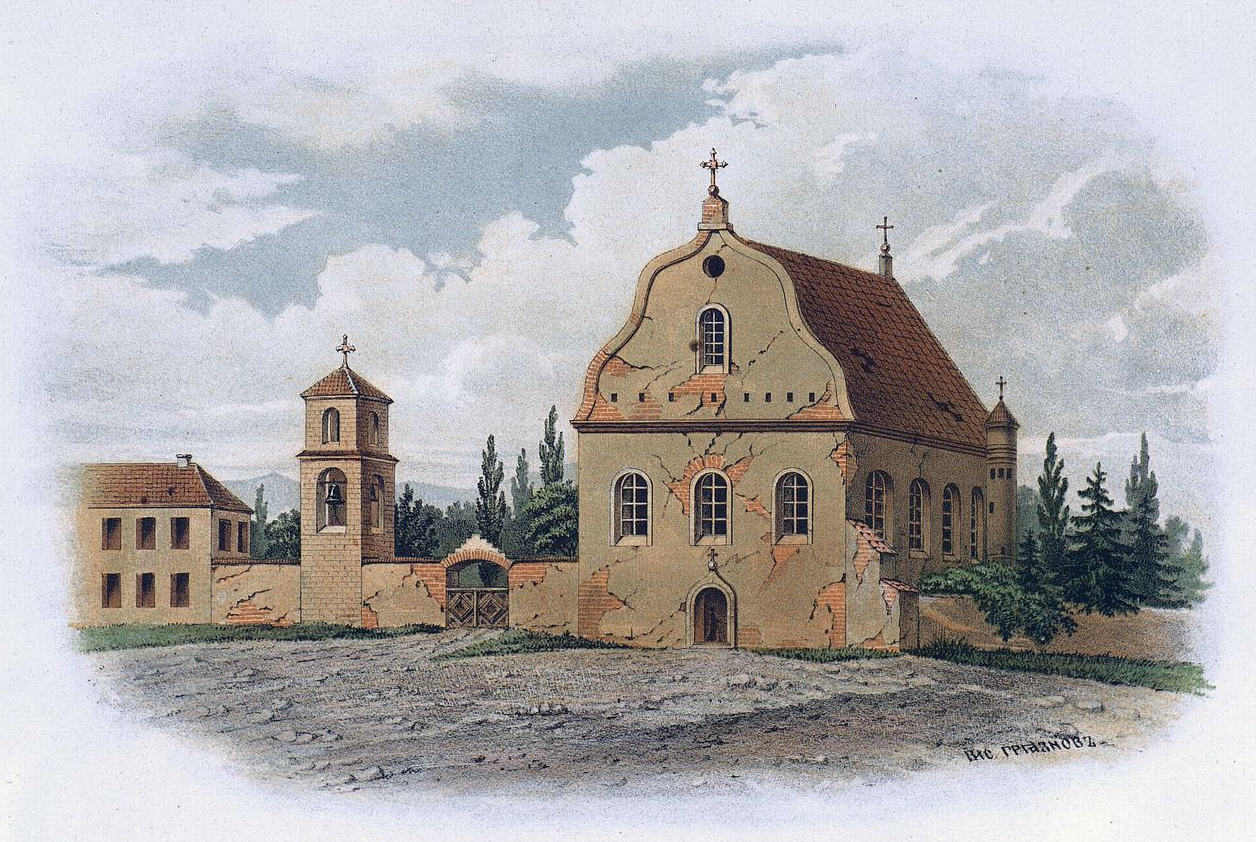
Cerkiew po unickiej odbudowie w 1785 r. i przed rosyjską przebudową z 1868 r.

Zaniedbana cerkiew została w 1808 r. kupiona przez Uniwersytet Wileński, który po klasycystycznej przebudowie w 1822 r. według projektu Karola Podczaszyńskiego umieścił w jej wnętrzach anatomicum, audytorium oraz bibliotekę. Po zlikwidowaniu uniwersytetu w ramach represji po powstaniu listopadowym, budynek otrzymała Akademia Duchowna, a po przeniesieniu jej do Petersburga w 1842 r. budynek przeznaczono na rosyjskie koszary wojskowe, mieszkania i bibliotekę. Z inicjatywy rosyjskiego gubernatora Michaiła Murawjowa, według projektu Aleksandra Riazanowa i Nikołaja Czagina powstała w latach 1865–1868 obecna cerkiew w stylu gruzińskim. Przy jej budowie częściowo wykorzystano zachowane fragmenty murów z XVI wieku ufundowanych przez hetmana Ostrogskiego.
We wnętrzu znajdują się tablice pamiątkowe żołnierzy rosyjskich poległych w powstaniu styczniowym.